# Візимир
Візимир (*Wizymir, VI ст.) — міфічний князь західних полян.

## Життєпис
Походив із династії Лехідів. Онук (або син) князя Леха I. Можливо, був співволодарем Крака або Крака I. за іншою легендою, отримав від Леха I чи Крака частину володінь. Усе життя здійснював морські походи та воював з данцями. За «Великопольською хронікою» був сином Лешка III, отримавши від того землі в Помор'ї, де заснував місто Візимир-Вісмар.
За легендами, викладеними Марціном Бельським, здійснював численні походи до островів Рюген та Фюн, перемагав данів. Так, переміг данського конунга Сиварда, забравши як заручників його сина Ямерика та доньок. Після смерті Сиварда, Ямерик втік до Данії, що стало приводом до нового походу Візимира.
Вінцентій Кадлубек описує війни полян проти данців на чолі з конунгом Кнудом. Усі острови данців були сплюндровані, унаслідок чого останні вимушені були сплачувати данину. Загалом Кадлубек описує успішні походи полян (поляків) проти невмілих данців.
На думку дослідників, у цих міфах відображено події XI—XII ст., коли землі Данії плюндрувалися слов'янськими піратами — венедами.